# Krippel Móric
Krippel Móric (Kátlóc, 1867. szeptember 5. – Sopron, 1945. november 23.) okleveles erdőmérnök, egyetemi, címzetes, nyilvános rendes tanár, a volt Bányamérnöki és Erdőmérnöki Főiskola nyugalmazott nyilvános rendes tanára, az 1914–15 és 1915–16. tanévekben volt rektora, 1916–17., 1917–18. és 1923–24. tanévekben volt prorektora, az erdőmérnöki osztálynak több ízben volt dékánja, több kitüntetés tulajdonosa.

## Életpályája
Krippel István és Reinol Mária fiaként született. Középiskoláját Pozsonyban végezte el. Selmecbányán a Bányászati és Erdészeti Akadémia hallgatójaként végzett 1887–1890 között. 1890-től Erdélyben a székely közbirtokossági erdőket kezelte. 1893-ban a gyergyószentmiklósi erdőgondnokság vezetője lett. 1893-ban letette az erdészeti államvizsgát. 1904-ben főerdésszé nevezték ki; a csíkszeredai erdőhivatalhoz került. 1907-ben erdőmester lett. 1908-ban nevezték ki a selmecbányai főiskola erdőhasználattani tanszékére helyettes, majd rendes tanárnak Téglás Károly utódjául. A főiskola rektora volt 1914-1916 között. 1916–1918 között, valamint 1923–1924 között prorektora volt; több éven át pedig az erdőmérnöki osztály dékánja. 1919-ben főerdőtanácsos lett. 1920-ban Sopronban favizsgálati laboratóriumot alapított. Az Erdőhasználattani tanszéket 1938-ig vezette, 1926-tól már nyugdíjasként.
Több alkalommal a József Nádor Műszaki és Gazdaságtudományi Egyetem erdőmérnöki osztályának dékánja volt. Fontosak a földmérőtechnikában elért eredményei. Az Erdészeti Zsebnaptárban szerkesztette és írta az Erdőhasználattan című fejezetet. Több tanulmányt írt az Erdészeti Lapokban. Sírja az Új Szent Mihály-temetőben található, Sopronban.

## Művei
- Hengertábla szálfák és rönkök köbözéséhez (Bund Károllyal, Besztercebánya, 1892)
- Az erdőhasználat vázlata (Selmecbánya, 1908)
- Fakereskedelemtan (Selmecbánya, 1909)
- Mező- és legelőgazdaságtan (Selmecbánya, 1910)
- Erdőhasználattan és erdészeti iparműtan (I–II. Sopron, 1910, 1913)
- Vadászat- és fegyvertan (Selmecbánya, 1912)
- Erdőhasználattan (I-II. Sopron, 1920-1921)
- Erdészeti kereskedelemtan (Sopron, 1930)
- Adatok a helyes magyar erdészeti szaknyelvhez (Sopron, 1939)